# Betty Kunze

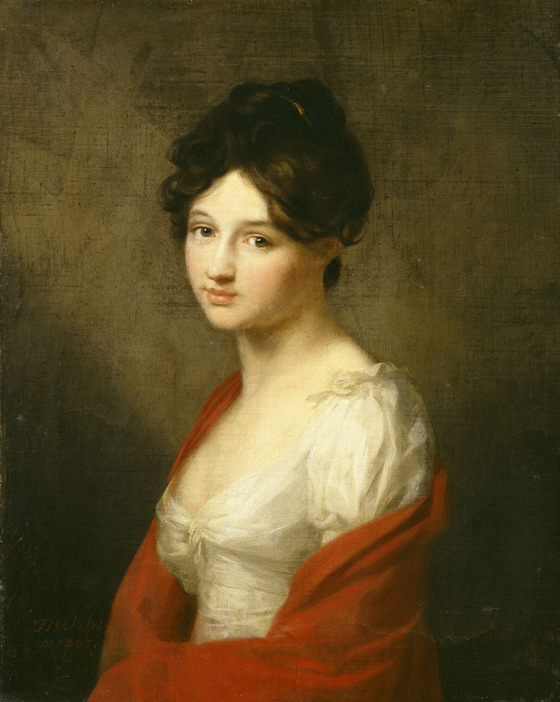
Elisabeth Tischbein (1805, Gemäldegalerie Alte Meister in Kassel)

Betty Kunze, geboren als Elisabeth Tischbein (* 17. November 1787; † 1867), eine Tochter des Malers Johann Friedrich August Tischbein, war Sängerin und den literarischen Angaben zufolge auch Zeichnerin und Malerin. Sie entstammte der Künstlerfamilie Tischbein.

## Leben
Elisabeth (Betty) Kunze wurde am 17. November 1787 als Tochter von Sophie (geb. Müller; 1762–1840) und Johann Friedrich August Tischbein (1750–1812) in Arolsen geboren. Sie hatte eine vier Jahre ältere Schwester Caroline und einen zehn Jahre jüngeren Bruder Carl Wilhelm. Ihr Vater war Kabinettmaler und Rat des Fürsten Friedrich Karl August von Waldeck und Pyrmont.
Betty verlebte ihre frühe Kindheit bei ihrer Familie in Arolsen. Nach den Beschreibungen von Bettys Schwester Caroline war sie im Alter von acht Jahren ein Mädchen „von ungewöhnlich zarter Körperbildung“, ein „stilles, sehr reizbares Kind“. Sie zeigte in jungen Jahren ein außergewöhnliches Talent für Musik. Zunächst lernte sie gemeinsam mit ihrer Schwester von ihrer Mutter das Singen, später lernten sie im Gesangsunterricht. Betty sang Sopran, Caroline Alt. Sie sangen, während ihr Vater malte, beispielsweise wenn er Modell sitzende Personen porträtierte. Ihr Vater brachte ihnen auch das Zeichnen bei.
Über Betty’s Tätigkeit als Zeichnerin bzw. als Malerin kann in Anbetracht der zur Verfügung stehenden Quellen nur so viel gesagt werden, dass sie in der Deutschen Biographie als Zeichnerin festgehalten ist und bei Bärbel Kovalevski als Malerin. Sie war mit mindestens einer Malerin, Charlotte Wilhelmine Krug, befreundet. Darüber, in welchem Umfang sie das durch ihren Vater erlernte Zeichnen ausübte, kann hier keine Auskunft gegeben werden.
Zeitweise verweilte die Familie (für „einen längeren Aufenthalt“) in Amsterdam und siedelte Ende des Jahres 1795 nach Dessau über, wo Johann Friedrich August dem Fürsten Leopold III. von Anhalt-Dessau diente. Der Wohnort der Familie wechselte nun zwischen Dessau, Berlin, Weimar und Jena.

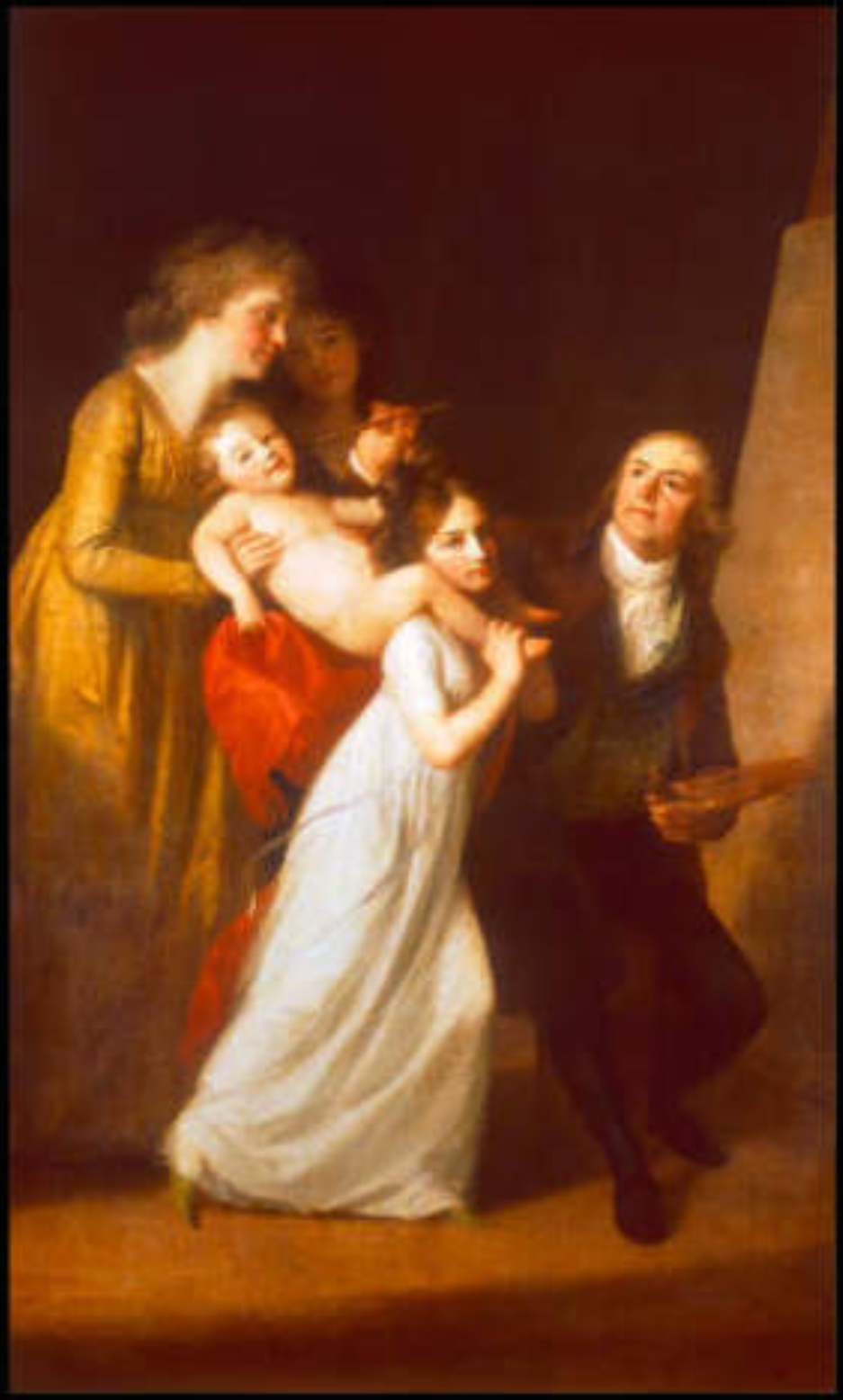
Familienbildnis, 1800 (Museum der bildenden Künste in Leipzig)

1800 malte der Vater das Bildnis seiner Familie: Er selbst, zusammen mit seiner Frau, in der Mitte ihre zwei Töchter, Betty im weißen Kleid und ihren dreijährigen Bruder Carl Wilhelm auf den Schultern. Ab diesem Jahr wohnten sie in Leipzig und im Jahr 1805 entstand das Porträt Bettys durch ihren Vater im roten Kleid.
Am 2. November 1807 heiratete sie den Leipziger Kaufmann Friedrich Wilhelm Kunze. Der Ehe entstammten ihre drei Kinder Georg (1809–1871), Emma (1811–nach 1897) und Therese (1813–1867). 1809 entstand ein weiteres Porträt von Betty in Pastellfarben durch ihre Freundin Charlotte Wilhelmine Krug. Theodor Körner, ein Freund Friedrich Wilhelms, schrieb zwei Gedichte über Betty.
1812, nach dem Tod ihres Vaters, nahm Betty trotz finanzieller Schwierigkeiten ihre Mutter bei sich auf, wo sie die letzten 28 Jahre ihres Lebens wohnte. Als Bettys eigener Ehemann verstarb, nahm ihre Tochter Therese sie und ihre noch unverheiratete Schwester Emma bei sich im Rittergut Mühlhausen in Elster auf.
Am 12. November 1813 sang Betty im Leipziger Theater in einem Wohltätigkeitskonzert für die nach der Völkerschlacht aufgebauten Lazarette unter anderem ein Duett von Johann Simon Mayr. Am 20. April 1814 sang sie Sopran in Haydns Die Schöpfung in einem weiteren Wohltätigkeitskonzert in der Leipziger Nikolaikirche.
Betty starb im Jahr 1867 auf dem Rittergut Mühlhausen in Elster im Alter von 79 oder 80 Jahren.